# Makijaż medyczny
Makijaż medyczny oznacza maskowanie, ukrywanie, kamuflowanie zmian skórnych takich jak m.in. bielactwo czy rumień. 
Techniki makijażu można podzielić na:
- makijaż korygujący czasowy
- makijaż korygujący czasowo trwały, zwany też makijażem permanentnym, tatuażem kosmetycznym, dermatografią lub mikropigmentacją.

Makijaż korygujący czasowo trwały polega na wprowadzeniu za pomocą jednorazowej igły drobnych granulek pigmentu pod naskórek, jest stosowany podczas kamuflowania różnych defektów na skórze, odtwarzania ubytków tkanek oraz do znakowania zmian w różnych narządach. W odróżnieniu od makijażu czasowego jest zabiegiem inwazyjnym i jest stosowany gdy skutki zabiegów chirurgicznych nie są akceptowane przez pacjenta. W anglojęzycznej literaturze medycznej takie techniki mają różne nazwy m.in. „intradermal tattoo”, „cosmetic micropigmentation”, „permanent repigmentation”, lub „dermopigmentation”. W Europie zabieg ten funkcjonuje pod nazwą dermatografia i jest formą egzogennej pigmentacji wykonanej przez lekarzy. W kosmetologii potocznie nazywany jest makijażem permanentnym lub trwałym i stosowany jest najczęściej do estetycznej poprawy wyglądu (m.in. odtwarzania brwi, pigmentacji wokół powiek lub pigmentacji ust).  
W makijażu medycznym czasowym używa się kosmetyków na bazie wosków lub olejów w postaci stałej, silnie nasyconych pigmentami co pozwala na skuteczne krycie defektów skórnych. Kosmetyki te pozwalają na określony czas (24-36 godzin w zależności od receptury), zminimalizować nieestetyczny wygląd zmian występujących na skórze. Makijaż medyczny czasowy jest submedyczną procedurą stosowaną zarówno w dermatologii jak i chirurgii. Kilka firm specjalizuje się w tworzeniu kosmetyków do makijażu medycznego czasowego, jako znak rozpoznawczy takich linii stosuje się nazwę „Camouflage” w prefiksie lub sufiksie nazwy produktu. 
W Polsce techniki makijażu medycznego, po raz pierwszy opisała w 2012 r. dr n. farm. Sylwia Dankowska (Sylwia Nawrot) w rozprawie doktorskiej pt. Kosmetyczne techniki niwelowania defektów skórnych jako uzupełnienie procedur leczniczych. 
W 2013 roku powstał pomysł stworzenia pierwszej w Polsce fundacji, której celem jest zwiększanie świadomości osób dotkniętych problemami skóry kwalifikującymi się do neutralizacji kosmetycznej przy użyciu technik makijażu medycznego, a także utworzenie w Polsce ośrodka szkolącego licencjonowanych specjalistów makijażu medycznego, którzy w profesjonalny sposób będą wspomagać leczenie konwencjonalne niektórych zmian skórnych i innych defektów kosmetycznych. Pomysłodawca powstania fundacji to wieloletni praktyk technik korekcyjnych i kamuflujących, mistrz wizażu Iza Śmieszek-Dorn. W 2014 roku całkowicie ze środków prywatnych fundatorów powstała Fundacja Rozwoju Makijażu Medycznego „Kamuflaż".